# Parc Natural de Lagoas Cufada
El parc natural de Lagoas Cufada (en portuguès: Parque Natural das Lagoas de Cufada) és un parc que es troba a Guinea Bissau. Es va inaugurar oficialment l'1 de desembre de 2000. Aquest lloc posseeix uns 890 quilòmetres quadrats.
Està situat en el bioma dels manglars de guinea que afavoreixen una gran riquesa de biodiversitat i observació d'ocells, així com el cultiu de l'arròs que esdevé un recurs important per la regió. El turisme d'observació d'ocells també impacta favorablement el desenvolupament econòmic del país. Va ser la primera àrea protegida a Guinea-Bissau i forma part de la xarxa de protecció ornitològica Ramsar des de 1990.
S'ha reportat que els ximpanzés es troben al parc nacional, i que nien a les palmeres d'oli, però manquen detalls sobre la densitat i la grandària de la població de ximpanzés en aquest espai protegit. També es poden identificar altres animals com hipopòtams (Hippopotamus amphibius), Antílops aquàtics (Kobus ellipsiprymnus), antílops equins (Hippotragus equinus), búfals africans (Syncerus caffer), leopards (Panthera pardus), hienes i cocodrils nans africans (Osteolaemus tetraspis).